# Lac Lower Kananaskis
Pour les articles homonymes, voir Kananaskis.
Le lac Lower Kananaskis (en anglais : Lower Kananaskis Lake) est un lac canadien en Alberta. Il est situé dans le parc provincial Peter Lougheed.